# نیک جوناس (آلبوم)
 «نیک جوناس» آلبومی از هنرمند اهل ایالات متحده آمریکا نیک جوناس است که در ۱۰ نوامبر ۲۰۱۴ منتشر شد.
این آلبوم در چارت‌های آمریکا جزو ده آلبوم اول قرار گرفت.